# هوریا کاچولسکو
هوریا کاچولسکو (رومانیایی: Horia Căciulescu؛ زاده ۱۳ فوریهٔ ۱۹۲۲ – ۲۴ دسامبر ۱۹۸۹) بازیگر و کمدین اهل رومانی بود.
از فیلم‌ها یا مجموعه‌های تلویزیونی که وی در آن‌ها نقش داشته‌است، می‌توان به بادبان‌های برافراشته، والس تایتانیک، تلگرام و میهای دلیر اشاره نمود.